# Любек
Лю́бек (нем. Lübeck [ˈlyːbɛk]) — город на севере Германии (юго-восток земли Шлезвиг-Гольштейн). Порт на Балтийском море вблизи устья реки Траве. В истории известен как крупнейший центр Ганзейского союза; основные достопримечательности включены в список объектов Всемирного наследия ЮНЕСКО в Германии. Население — ок. 220 тыс. человек (данные на январь 2017 г.; в 1992 г. было 216 тыс.).

## География
Город расположен на Северо-Германской низменности, вблизи от устья судоходной реки Траве, которая впадает в районе Травемюнде в Балтийское море. Старая часть города лежит на холме и окружена водами Траве и Вакениц. Данный ландшафт представляет собой холмистую местность и обусловлен ледниковым периодом. Выгодное географическое положение благоприятствовало развитию города как балтийского порта и явилось причиной его стремительного подъёма ещё в период Средневековья.
Сегодня Любек делится на 10 районов, в которых насчитывается 35 округов.

## История

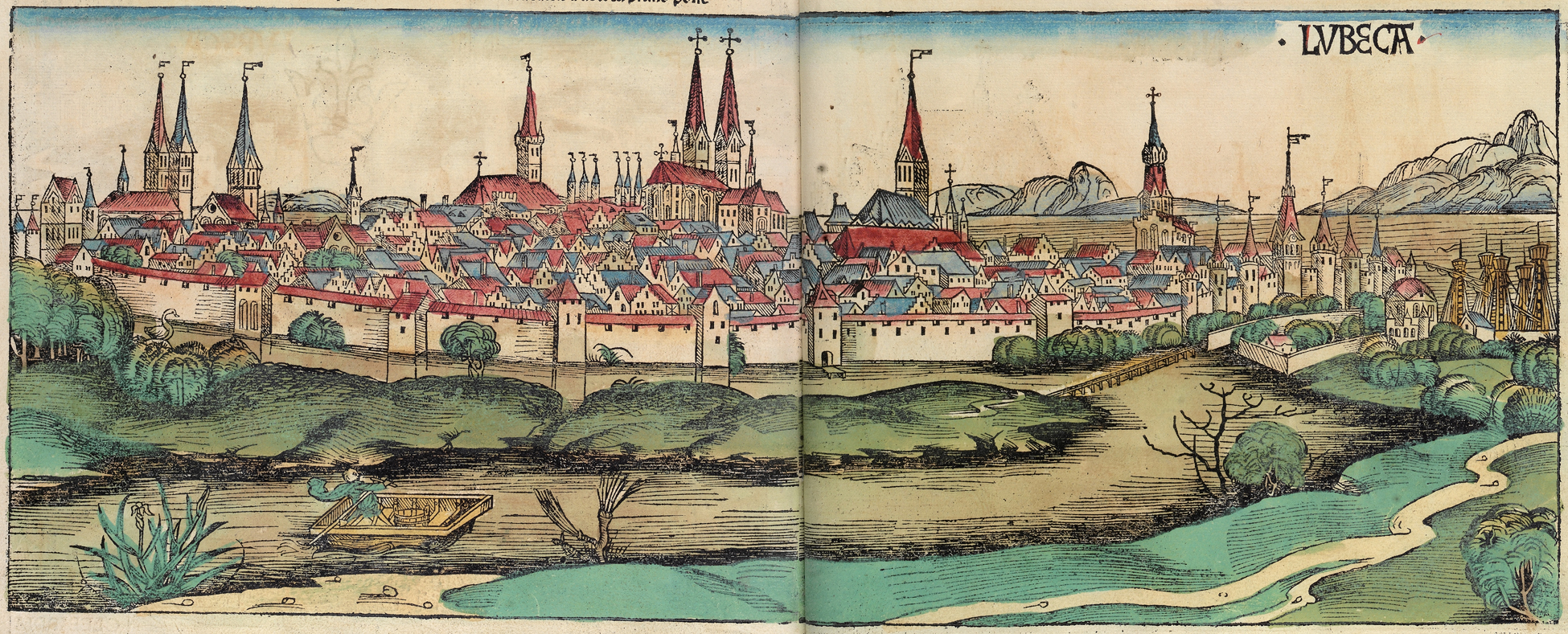
Любек в 1493 г.

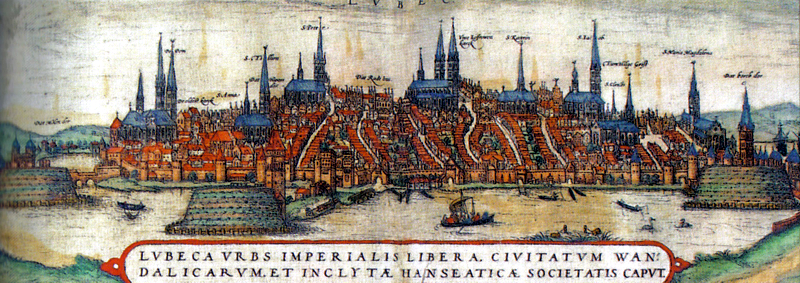
Любек, XVI век

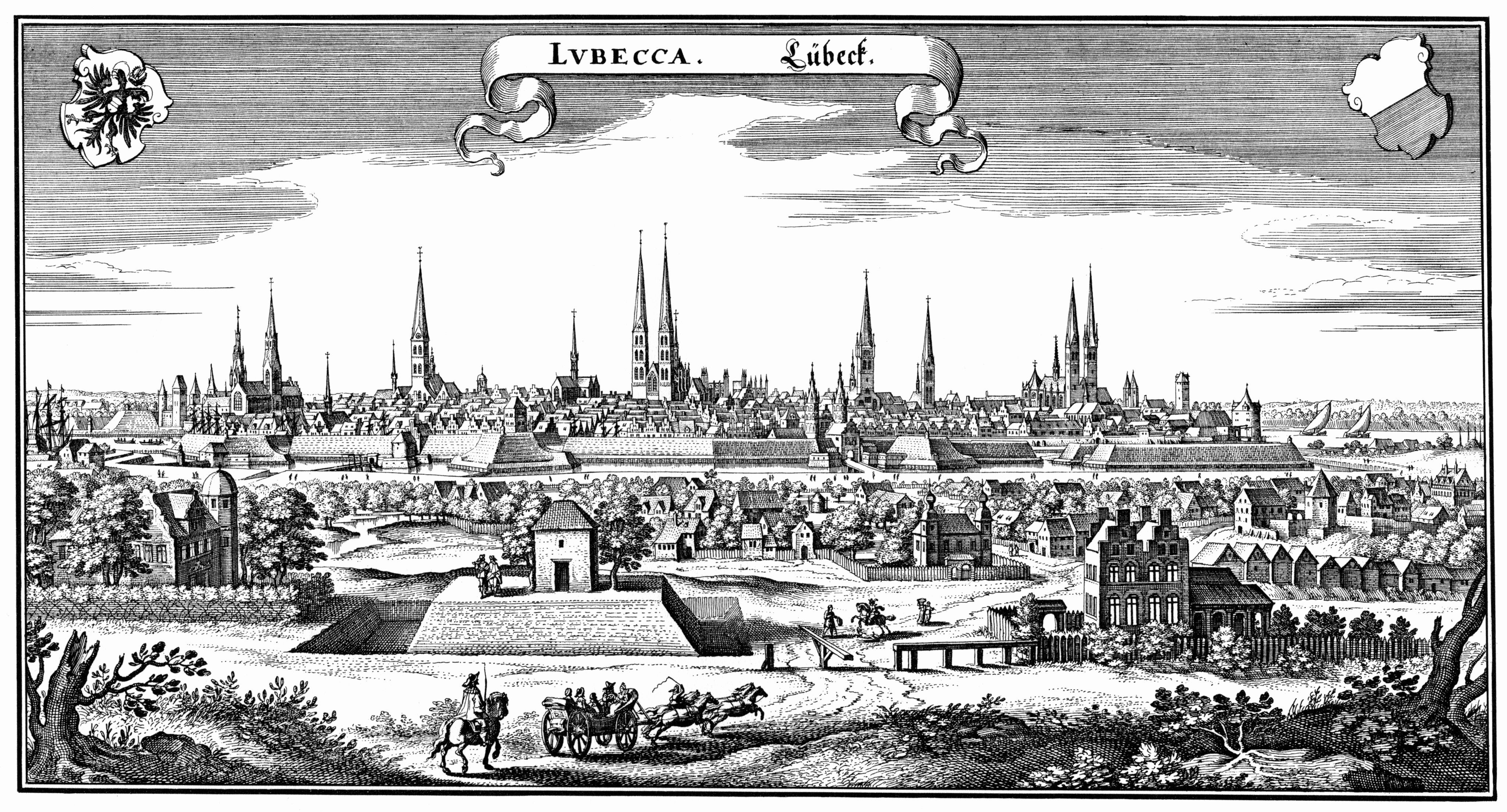
Любек в 1641 г.

Город основан в XII веке на месте небольшого к тому времени заброшенного деревянно-земляного княжеского укрепления славян-ободритов Буку, расположенного на лесистом заболоченном полуострове в междуречье Траве и Вакенитца, носящем то же название, что и полуостров.
Шестью километрами ниже по течению реки Траве, в месте впадения в неё речки Швартау, на маленьком узком полуострове с VII—VIII веков н. э. располагался славянский торговый посёлок и небольшая княжеская крепость Любице, ставшая к концу XI века резиденцией ободритской династии Наконидов. Во время религиозных усобиц, связанных с распространением христианства, славяне-язычники уничтожили правившую в Любице славянскую христианскую княжескую династию Наконидов, а Любице разорили и сожгли. Остатки горожан перебрались в поселение Буку, расположенное на одноимённом лесистом полуострове выше по течению Траве — под защиту остатков небольшого датско-славянского княжеского замка, и вместе с немецкими переселенцами-колонистами из района Рейна основали «новый» Любек. Любице исчезло с лица земли и только в конце XIX века было вновь открыто археологами. В наше время историки называют Любице «Старый Любек» (нем. Alt Lübeck).

Поток немцев-переселенцев с юга — из Рурской области — быстро прибывал, и уже через несколько лет после основания новый Любек имел крепостные стены, улицы и кварталы домов, пристани, церкви, городское самоуправление и даже городские законы. Сюда, под защиту немецкой княжеской династии Вельфов, в стены новопостроенного Собора Св. Николая вместе со своим клиром перебрался глава епархии епископ Ольденбургский. 
В 1226 г. сенат Любека выкупил у императора Священной Римской империи Фридриха II статус вольного имперского города.
C 1361 года, после того как датский король Вальдемар IV завоевал торговый центр Висбю, Любек стал центром немецкого Ганзейского союза, в состав которого в разное время входило до 200 городов. Последнее собрание ганзейских городов было проведено в Любеке в 1630 году в традиционной форме. Впоследствии приставку «Hansestadt» (город Ганзейского союза) сохранили только Гамбург, Любек и Бремен. Последняя неудачная попытка, нацеленная на возрождение Ганзейского союза, была проведена в 1669 году.
В 1811 году город вошёл в состав Наполеоновской империи как округ департамента Устье Эльбы. После окончания Наполеоновских войн Любек остаётся (наряду с Бременом, Гамбургом и Франкфуртом-на-Майне) одним из четырёх сохранившихся германских «вольных городов». Именно в таком качестве Любек в 1815 году вошёл в состав вновь образованного Германского союза, а затем, в 1871 году — в состав Германской империи. Статус самостоятельного государственного образования сохранялся за Любеком и в период Веймарской республики.

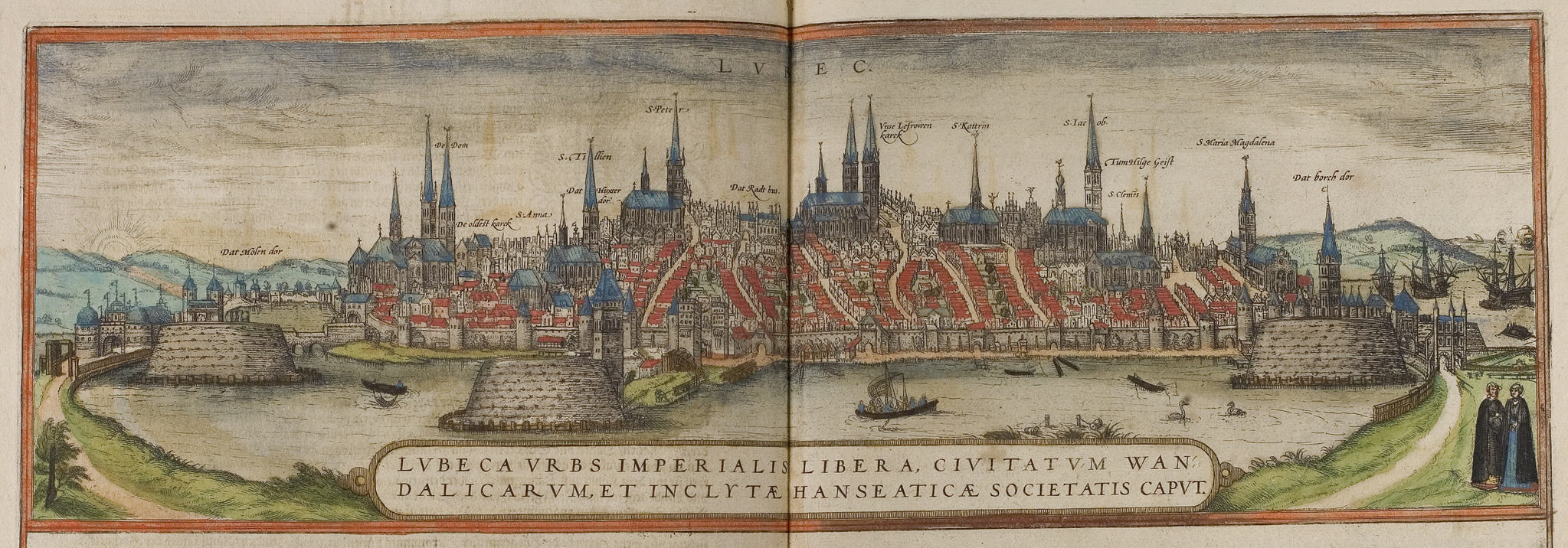
Панорама Любека на гравюре в Атласе городов земного мира 1572 года

После прихода в 1933 году нацистов к власти в Германии Любек потерял права и привилегии вольного города, а 1 апреля 1937 года потерял автономию и был включён в состав прусской провинции Шлезвиг-Гольштейн. Город остался в составе Шлезвиг-Гольштейна после преобразования 1946 году прусской провинции в отдельную землю и вместе с ней в 1949 году оказался в составе образованной ФРГ.

## Экономика
Любек на протяжении XIII−XV вв. был одним из центров транзитной европейской торговли. Во второй половине XV — первой половине XVI вв. город являлся центром многоотраслевого ремесленного производства. В нём насчитывалось свыше 70 ремесленных специальностей, объединённых в цехи, в значительной мере ориентированные на экспорт. Можно выделить четвёрку «больших цехов»: кузнецов, портных, пекарей и сапожников, а также подчинения ими множества «малых» цеховых союзов. Первые упоминания о «вольных мастерах» историки относят к XVI веку, но записи решений любекского совета указывают на более раннее возникновение этого явления (работа по найму с правом заниматься ремеслом вне рамок цеха).
Ремесло и торговля Любека в конце XV — начале XVI вв. носило не только локальный характер (2/3 ремесленников производили продукцию для местного рынка), но и межрегиональный: ряд его цехов поставлял товары на экспорт, например, производящие металлоизделия, особенно посуду (Graßengießer, Apengießer, Kannengießer) и обработчики янтаря (Paternostermacher), достигшие к середине XVI в. монопольного положения в бассейне Балтийского моря. Мастера получали заказы от купца и ему же сдавали изделия для продажи.
В 1917 году в Любеке был построен аэропорт, прекративший работу в 2016 году.

## Образование
В городе расположены Университет Любека (основан в 1964), Технический университет прикладных наук в Любеке, Высшая школа музыки в Любеке.

## Достопримечательности
Исторический центр Любека (Старый город) с его памятниками культуры является объектом Всемирного наследия и находится под защитой ЮНЕСКО.

### Голштинские ворота

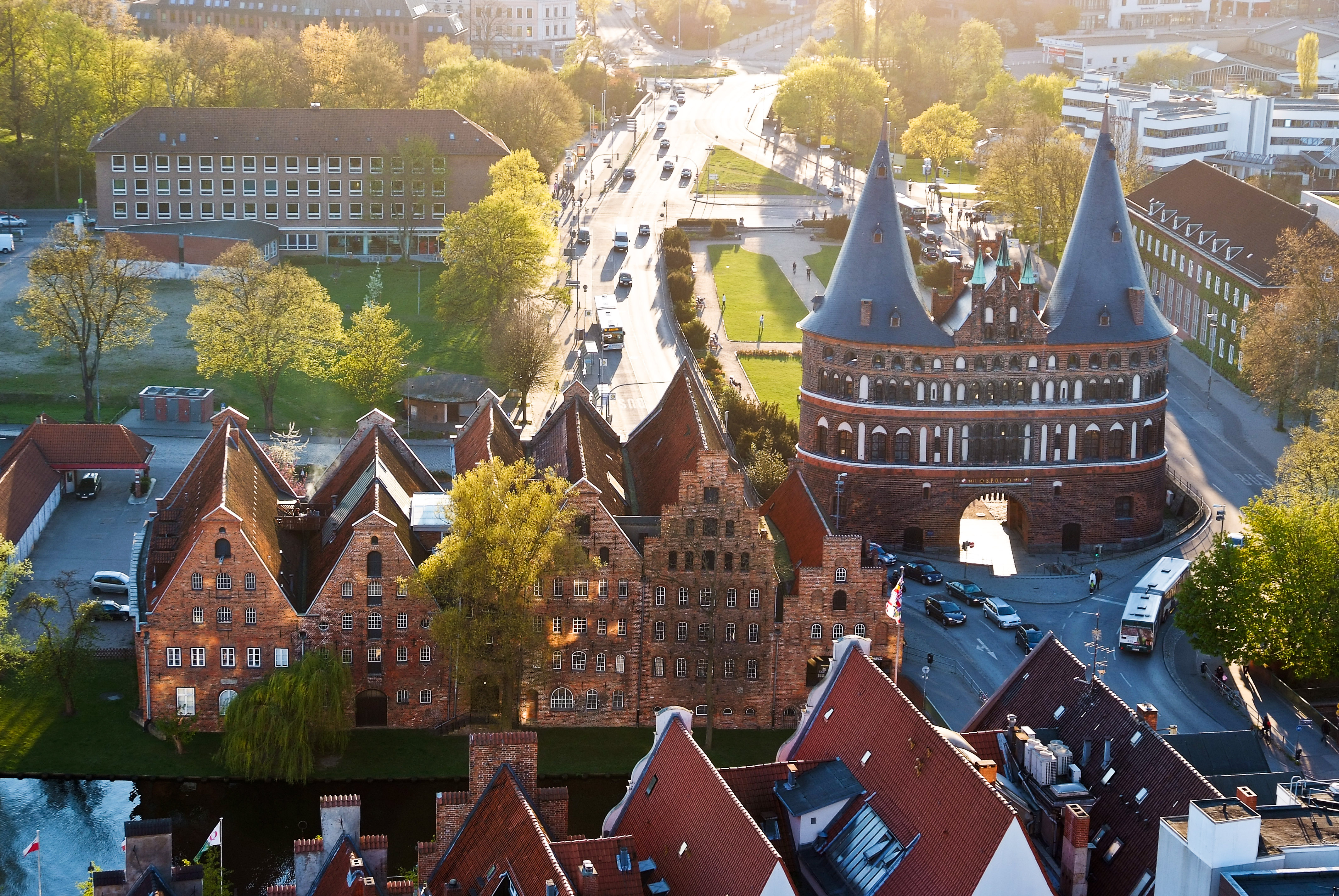
На заднем плане — Хольстентор

Хольстентор (нем. Holstentor, Голштинские ворота) — это сохранившаяся центральная часть комплекса западных городских ворот, через которые в город-крепость входили сухопутные дороги с северо-запада и севера полуострова Ютландия, то есть из провинции Гольштейн, герцогства Шлезвиг и королевства Дания — основного политического и военного конкурента Любека и Ганзы на раннем этапе их истории.
Благодаря своему архитектурному своеобразию ворота являются общеизвестным символом города. Сооружение в позднеготическом стиле, являющееся миниатюрной крепостью, относится к уцелевшим остаткам городских укреплений, возведённых ещё в XV в. и разрушенным в середине XIX в.
Сегодня во внутренних помещениях ворот располагается городской исторический музей. В одном из залов можно ознакомиться с информацией о Великом Новгороде, который в период позднего Средневековья поддерживал тесные деловые связи с торговым союзом Ганзы.

### Церковь Св. Марии

Исторический центр Любека. В центре видны шпили церкви Св. Марии

Церковь Св. Марии была построена в начале XIV века (1250—1350 гг.) и выполнена в традиционном для этой местности стиле кирпичной готики. Некогда являлась одним из религиозных центров францисканцев. Здание поражает своим размером и впечатляет простотой настенной и потолочной росписи. Главным украшением церкви являются два шпиля высотой 125 м. B одном из помещений церкви установлен памятник жертвам Второй мировой войны — разбитый колокол, упавший во время авианалёта в ночь с 28 на 29 марта 1942 года.

### Церковь Св. Якова
Церковь Св. Якова (нем. St.Jakobi/Jakobikirche), или как раньше её называли в народе «церковь моряков», знаменита своим алтарём Брёмзе XV в., настенными росписями XIV в. и двумя чудесными органами XVI в. В северной колокольне церкви находится поминальная часовня, в которой установлена повреждённая спасательная лодка с затонувшего в 1957 г. четырёхмачтового барка «Памир».
Церковь Святого Якова является трёхнефной базиликой.

### Любекский собор

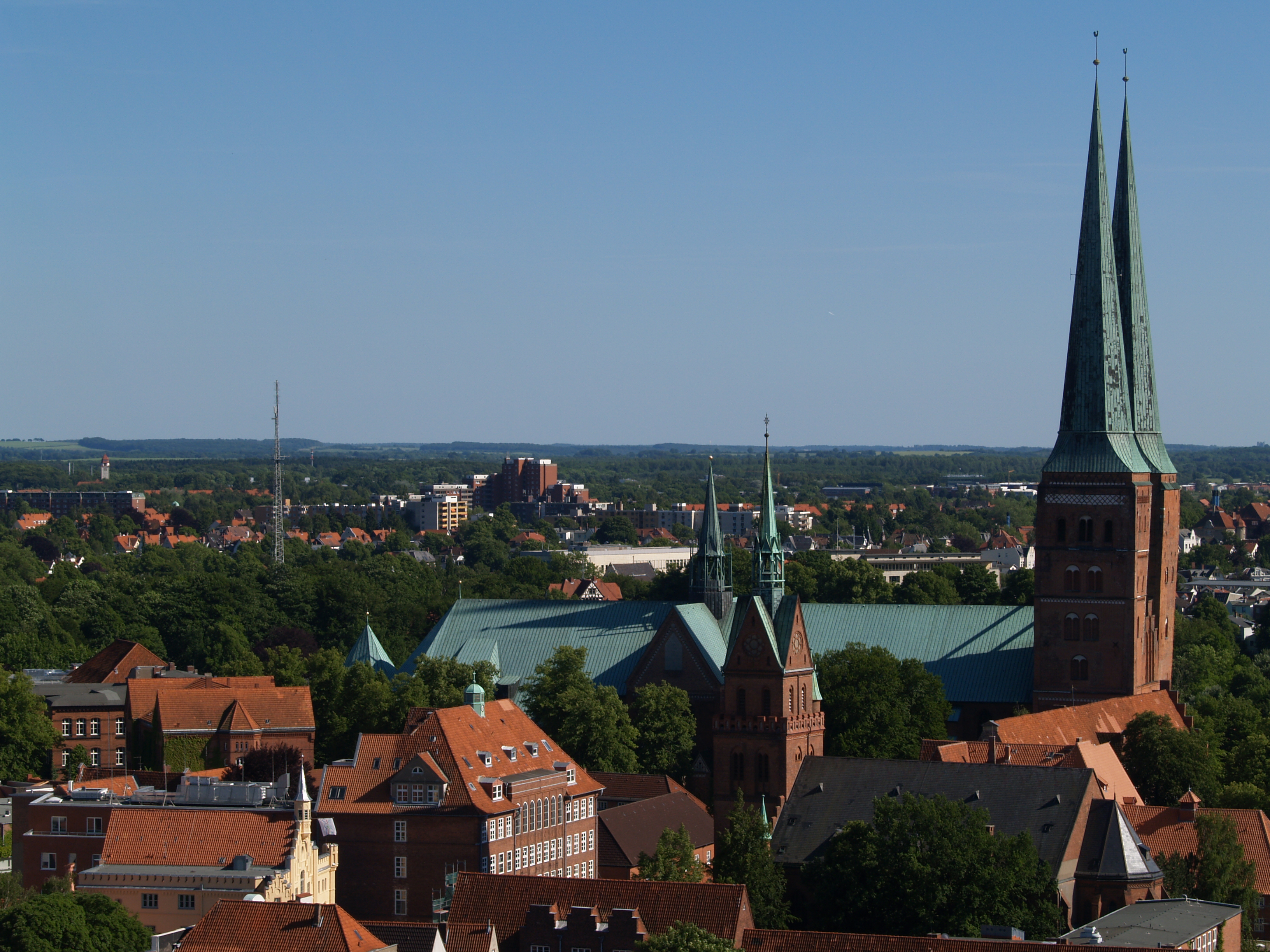
Любекский собор

Любекский собор — кафедральный собор Любекского епископства и самое крупное строение религиозного назначения на Балтийском море, с которым связана одна из легенд из жизни Генриха Льва. Собор был построен в 1230 году и серьёзно пострадал во время бомбардировок города в 1942 году.
В 1160 г. епископ Герольд перенёс столицу своего епископства из Ольденбурга в Любек. В 1173 г. основатель Любека Генрих Лев выступил заказчиком строительства в городе кафедрального собора Любекского епископства. Как епископальная церковь она посвящена Иоанну Крестителю, а как приходская — св. Николаю.

### Ратуша
Строительство ратуши в Любеке началось в XIII в. После постройки она ярко выделялась своими аркадами и шпилями на фоне кирпичных домов города. В настоящее время ратуша Любека является самой старой действующей ратушей Германии.

### Больница Святого Духа
Больница Святого Духа (нем. Heiligen-Geist-Hospital) была построена в 1280 году на пожертвования любекских купцов и рассчитана на размещение 170 пожилых и бедных людей. 

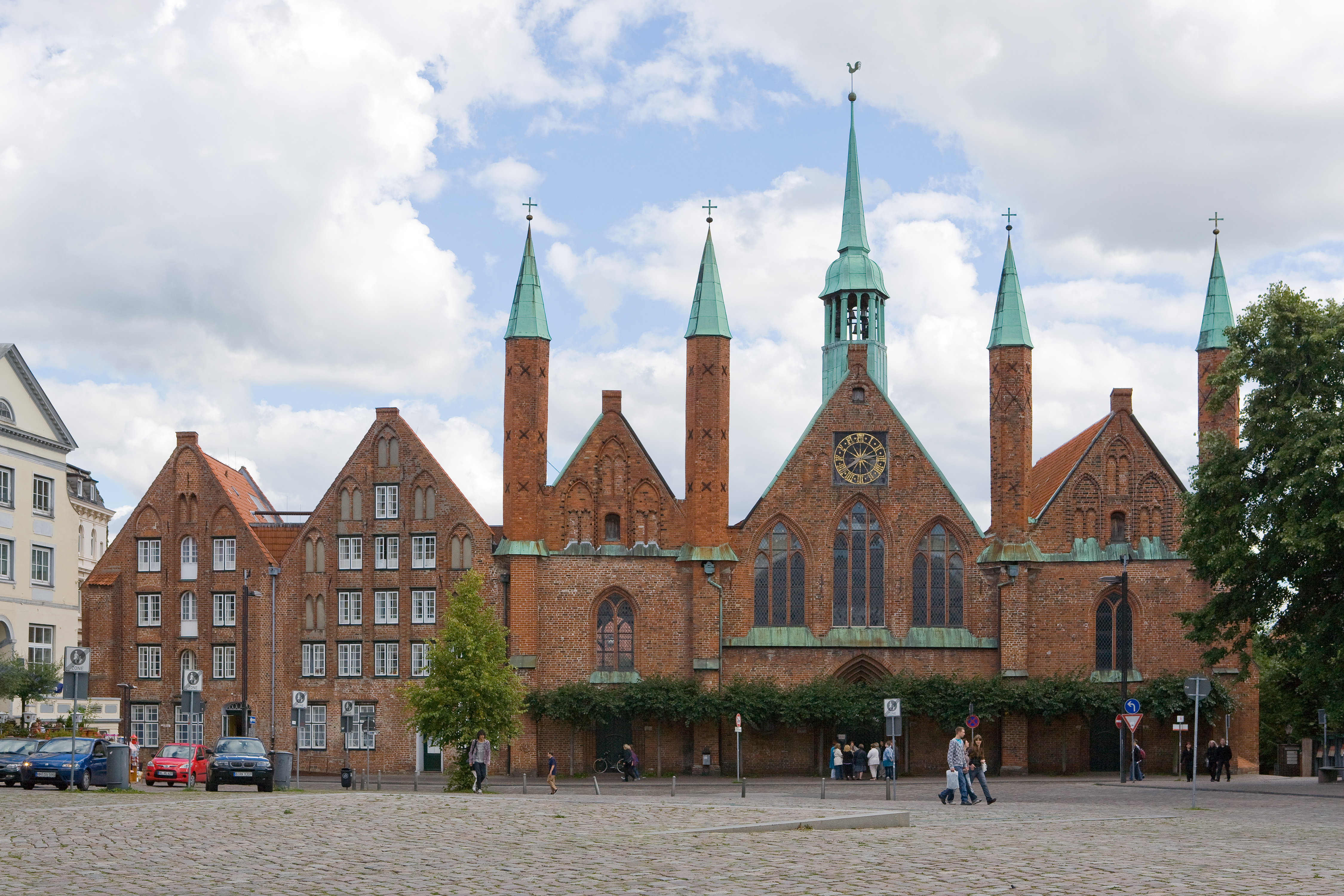
Fassade des Heiligen-Geist-Hospitals.jpg

 Больничный комплекс составляет сама больница и прилегающая к ней церковь с великолепными росписями XIV в.
Больница Святого Духа — одно из лучших сохранившихся до наших дней средневековых зданий подобного рода в Центральной Европе. В своем качестве здание проработало вплоть до 1970 года. В одной из частей комплекса сейчас находится небольшой приют.
В западной части больницы находится больничная церковь, построенная в 1286 году, украшенная фресками XIV века «Христос и Мадонна на троне», «Всемогущий Господь» и позднеготическими резными алтарными фигурами.

## Литературная жемчужина
В Любеке родился и вырос один из известнейших немецких литераторов — нобелевский лауреат Томас Манн. В нескольких произведениях писателя события разворачиваются в его родном городе, и сегодня на одной из главных улиц располагается музей «Дом Будденброков» (он же «Центр Генриха и Томаса Манна» (нем. Heinrich und Thomas Mann Zentrum). С 2003 года музей вручает (раз в два года) премию «Дома Будденброков» за лучший литературный дебют.
В городе был открыт Центр Гюнтера Грасса, в котором располагаются некоторые картины и скульптуры известного писателя, получившего Нобелевскую премию.
В Любеке также родился знаменитый немецкий философ XX века Ханс Блюменберг.
На протяжении первой половины XIX в. Любек был своеобразными «воротами в Европу» для русских путешественников. Дело в том, что он был первым портом, в котором делали остановку выходившие из Кронштадта русские пассажирские суда, и, таким образом, первым европейским городом, который видели русские странники, был именно Любек. С этим связан записанный П. А. Вяземским анекдот: однажды А. С. Пушкин в кругу друзей произносил пламенные речи, направленные против Европы, на что друг поэта А. И. Тургенев возразил: «Да съезди, голубчик, хоть в Любек».

## Любек и марципан
Любек является признанной «меккой марципана» в Германии. По сказочно красивой легенде, во время голода 1407 года, когда у булочников не осталось муки, городские власти обыскали продуктовые хранилища, обнаружили миндаль и сахар ,и приказали испечь хлеб из того, что есть. В День святого Марка хлеб из миндаля и сахара раздали голодающим. Так появился «Марков хлеб» — Marci panis. В центре Любека, напротив Любекской ратуши, в кафе Niederegger расположен салон марципана, где можно познакомиться с процессом создания причудливых фигурок и насладиться вкусом «белого золота».

## Города-партнёры
- Котка, Финляндия (1969)
- Висмар, Германия (1987)
- Ла-Рошель, Франция (1988)
- Клайпеда, Литва (1990)
- Висбю, Швеция (1999)
- Венеция, Италия (1979)
- Кавасаки, Япония (1992)
- Берген, Норвегия (1996)
- Шаосин, Китай (2003)
- Лиепая, Латвия (2008)